# Paul Bial de Bellerade (1873-1944)
Pour les articles homonymes, voir Bial de Bellerade.
Paul Bial de Bellerade est un préhistorien français né le 28 août 1873 à Bordeaux et mort en déportation à Auschwitz le 25 janvier 1944. Il fonde et préside la Société d'études préhistoriques de Libourne et devient le conservateur de Musée de la préhistoire et de l'art gallo-romain de la ville.

## Biographie
Charles, Paul, Benjamin, Ozeris Bial de Bellerade naît le 28 août 1873 à Bordeaux, dans une famille de militaires versés dans les sciences originaire de Corrèze : son père Charles Paul Bial de Bellerade a été lieutenant pendant la guerre franco-allemande de 1870 puis entomologiste à Bordeaux. Paul a deux frères, Charles et Benjamin. Marié à Hannah ou Rachel Da Costa, une Bordelaise de un an sa cadette, il réside à Fronsac.
Il fonde en 1928 la Société d'études préhistoriques de Libourne. Il préside cette société savante jusqu'à ce qu'elle fusionne, en 1932, au sein de la Société historique et archéologique de Libourne (toujours en activité). Il est également membre correspondant de la Société Linnéenne de Bordeaux à partir de 1934.
Paul et Hannah sont arrêtés lors d'une rafle le 10 janvier 1944. Par le camp de Drancy ils sont déportés le 20 janvier 1944 à Auschwitz (convoi 66). Il y meurt le 25 janvier 1944, à l'âge de 71 ans.

## Postérité
Une rue de Libourne porte son nom depuis 2008.